# William Hill (Brits atleet)
William Hill (Bromley, 31 oktober 1896 - Royal Tunbridge Wells, 1958) was een Brits atleet en voetballer. Hij nam deel aan de Olympische Zomerspelen van 1920 in Antwerpen.

## Biografie
William Hill diende in Frankrijk en het Midden-Oosten als luitenant in de Royal Field Artillery. Op de Olympische Zomerspelen 1920 trad hij aan met grote verwachtingen, maar werd hij uitgeschakeld in de halve finale op het onderdeel van de 100 m en in de kwartfinale op de 200 m. Als lid van het Britse team werd hij vierde op het onderdeel van de 4x100 m estafette. Daarnaast speelde hij voetbal voor Bromley FC en voor Crystal Palace.

## Belangrijkste resultaten

### Olympische Zomerspelen
| Jaar | Plaats    | Discipline | Onderdeel             | Resultaat                                                                                 |
| ---- | --------- | ---------- | --------------------- | ----------------------------------------------------------------------------------------- |
| 1920 | Antwerpen | Atletiek   | 100 m (m)             | eerste ronde: 1e (reeks 1) kwartfinales: 1e (reeks 2) halve finales: 5e (reeks 2)         |
| 1920 | Antwerpen | Atletiek   | 200 m (m)             | eerste ronde: 2e (reeks 3) kwartfinales: 3e (reeks 5)                                     |
| 1920 | Antwerpen | Atletiek   | 4x100 m estafette (m) | eerste ronde: 2e (reeks 2) finale: 4esamen met: Harold Abrahams Denis Black Victor d'Arcy |

### Persoonlijke records
| Onderdeel | Tijd    | Jaar |
| --------- | ------- | ---- |
| 100 y     | 9,9 s.  | 1919 |
| 100 m     | 10,9 s. | 1920 |
| 200 m     | 21,9 s. | 1919 |
| 440 y     | 52,2 s. | 1919 |

- Bibliothèque nationale de France: cb166297654 (data)
- International Standard Name Identifier: 0000 0004 5098 5530
- Virtual International Authority File: 316737888